# 揺れながら…
「揺れながら…」（ゆれながら）は、日本のロックバンド、Laputaの4枚目のシングル。1998年2月4日発売。発売元は東芝EMI。

## 概要
- 日本テレビ系『電波少年』エンディングテーマ[3]。
- 3トラック目終了後に数分の無音トラックを挟んで、シークレットトラックが収録されている。この曲は後にカップリングコレクション『Laputa coupling collection +xxxk』に収録されることとなった、「BUZZ」という楽曲の原曲である。
- 表題曲は2012年6月リリースのカヴァーコンピレーションアルバム『CRUSH!3 -90's V-Rock best hit cover LOVE songs-』でKayaによってカヴァーされた[4]。

## 収録曲
全曲 作詞：aki / 作曲：kouichi / 編曲 Laputa・佐藤宣彦・奈良敏博（#1、#3）、Laputa・奈良敏博（#2）
1. 揺れながら…
2. 君の声
3. 揺れながら… (Instrumental)

## 収録アルバム
- 『麝〜ジャコウ〜香』（#1、アルバムバージョン）
- 『Laputa coupling collection +xxxk』（#2）
- 『Laputa 3DISK BEST 〜1995-1999 except Coupling Collection』（#1、シングルバージョン）

## 他のアーティストによるカバー
| 曲名        | 発売日        | アーティスト | 収録作品                                                                          | 備考 |
| ----------- | ------------- | ------------ | --------------------------------------------------------------------------------- | ---- |
| 揺れながら… | 2012年6月27日 | Kaya         | カバーコンピレーションアルバム『CRUSH!3 -90's V-Rock best hit cover LOVE songs-』 |      |